# Чорна Маза (присілок)
Чорна Маза (рос. Чёрная Маза) — присілок в Лисковському районі Нижньогородської області Російської Федерації.
Населення становить 273 особи. Входить до складу муніципального утворення Валковська сільрада.

## Історія
Від 2009 року входить до складу муніципального утворення Валковська сільрада.

## Населення
| 2002 | 2010 |
| ---- | ---- |
| 339  | ↘273 |